# منتخب فانواتو لدوري الرغبي
منتخب فانواتو لدوري الرغبي (بالإنجليزية: Vanuatu national rugby league team)‏ هو ممثل فانواتو الرسمي في المنافسات الدولية في دوري الرغبي .

## وصلات خارجية
- الموقع الرسمي